# Russyliw (Tschortkiw)
Russyliw (ukrainisch Русилів; russisch Русилов Russilow, polnisch Rusiłów) ist ein Dorf in der ukrainischen Oblast Ternopil mit etwa 300 Einwohnern (2015) und einer Fläche von 5,57 km².

## Geographische Lage

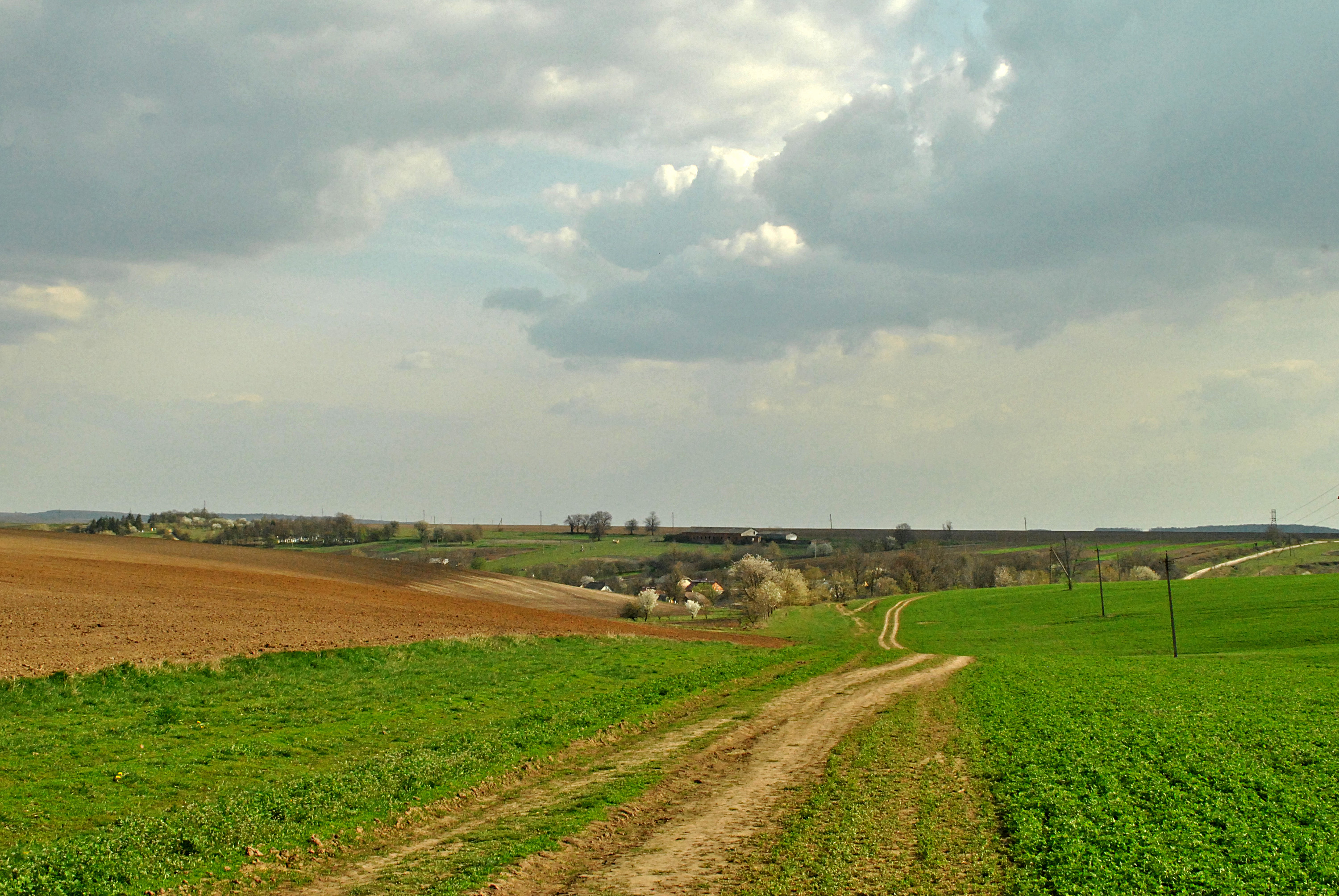
Blick auf das Dorf

Wasserfälle bei Russyliw

Die Ortschaft liegt auf einer Höhe von 349 m am Ufer der Strypa, einem 147 km langen, linken Nebenfluss des Dnister, 7 km nordöstlich vom Gemeindezentrum Solotyj Potik, 17 km südlich vom ehemaligen Rajonzentrum Butschatsch und etwa 85 km südwestlich vom Oblastzentrum Ternopil. Südöstlich der Ortschaft befindet sich an einem kleinen rechten Nebenfluss der Strypa die Russyliw-Wasserfälle (Русилівські водоспади Russyliwski wodospady), ein ukrainisches hydrologisches Naturdenkmal von lokaler Bedeutung.

## Geschichte
In dem erstmals im 16. Jahrhundert schriftlich erwähnten Dorf
kam es Ende 1949 zu einer Tragödie: Weil zahlreiche Bewohner des Dorfes die Ukrainische Aufständische Armee unterstützten kündigte ein führender KGB-Mann am 14. Oktober 1949 an, sämtliche Einwohner umzusiedeln und drohte bei Widersetzung gegen diese Maßnahme die Deportation nach Sibirien an. Dementsprechend begann am 20. Oktober 1949 die Zwangsräumung und Zerstörung des Dorfes. Innerhalb von zehn Tagen zerstörten die Bolschewiki 194 Gebäude und hinterließen das Dorf als völlige Ruine. 167 Familien wurden in der Oblast Dnipropetrowsk angesiedelt und fünf Familien, die sich der Umsiedlung widersetzt hatten, deportierte man in besondere Siedlungen nach Kasachstan und Westsibirien. Nach dem Tod Stalins kehrten von 1955 an 100 Familien nach Russyliw zurück und bauten das Dorf wieder auf.
Am 29. Juli 2015 wurde das Dorf ein Teil der neugegründeten Siedlungsgemeinde Solotyj Potik, bis dahin bildete der Ort die gleichnamige Landratsgemeinde Russyliw (Русилівська сільська рада/Russyliwska silska rada) im Südosten des Rajons Butschatsch.
Seit dem 17. Juli 2020 ist sie ein Teil des Rajons Tschortkiw.